# Операција Даунфол
Операција Даунфол био је предложени савезнички план за инвазију на Јапанска матична острва пред крај Другог светског рата.
Планирана операција је отказана када се Јапан предао након атомског бомбардовања Хирошиме и Нагасакија, совјетске објаве рата Јапану и инвазије на Манџурију.
Операција се састојала из два дела:
- Операција Олимпик и
- Операција Коронет.

Операција „Олимпик“ требало је да започне у новембру 1945. године,  требало је да заузме јужну трећину најјужнијег главног јапанског острва Кјушу, а недавно заробљено острво Окинава користиће се као полигон.
Операција Коронет требало је да започне почетком 1946. године. Планирана инвазија на равницу Канто, близу Токиа, на главном јапанском острву Хоншу. Ваздушне базе на Киушу заузете у операцији Олимпик омогућиле би копнену и ваздушну подршку за операцију Коронет. Да се догодила Операција Даунфол, то би била највећа амфибијска операција у историји.
Овај план инвазије био је прилично очигледан и за Јапанце, могли су тачно предвидети савезничке планове инвазије и на тај начин прилагодити свој одбрамбени план, операцију Кетсуго, у складу с тим. Јапанци су планирали свеобухватну одбрану Кјушуа. Предвиђања о жртвама су се веома разликовала, али су била изузетно висока. Зависно од степена у којем би се јапански цивили могли одупрети инвазији, процене су нарасле на милионе савезничких жртава.

## Планирање
Одговорност за планирање операције „Даунфол“ пала је на америчке команданте адмирала флоте Честера Нимица, генерала војске Дагласа Макартура и заједнички начелници генералштаба - флотних адмирала Ернеста Кинга и Виллиама Д. Лихиа и генерала војске Џорџа Маршала и Хапа Арнолда ( потоњи је командант ваздухопловних снага америчке војске) У то време такође се разматрао за унапређење Макартура у специјални „супер ранг“ генерала војски са шест звездица, како би добио оперативну власт над осталим официрима са пет звездица. Међутим, предлог за промоцију Макартура био је тек на нивоу неформалне расправе до завршетка Другог светског рата.
У то време, развој атомске бомбе била је врло пажљиво чувана тајна (чак ни тадашњи потпредседник Хари Труман није знао за њено постојање док није постао председник), позната само неколицини највиших званичника изван пројекта Менхетн, и почетна планирање инвазије на Јапан није узело у обзир њено постојање. Једном када је атомска бомба постала доступна, замишљено је да се користи као подршка инвазији ако се на време може произвести довољан број.
Током читавог пацифичког рата савезници нису успели да се договоре о јединственом врховном команданту. Савезничка команда била је подељена на регионе: до 1945. године, на пример, Честер Нимиц је био савезничко подручје Тихог океана, док је Даглас Мацартур био врховни савезнички заповедник у југозападном пацифичком подручју, а адмирал Луис Маунтбатен врховни савезнички командант, Команде југоисточне Азије . Сматрало се да је јединствена команда неопходна за инвазију на Јапан. Ривалство око тога ко би требало да буде вођа опрације (Америчка морнарица желела је Нимица, али Америчка армија желела је Макартура) било је толико озбиљно да је претило да искочи из планирања. На крају, морнарица је делимично попустила, а Макартуру је требало дати потпуно заповедништво над свим снагама, ако би околности то учиниле неопходним.

### Разматрања
Примарна разматрања с којима су планери морали да се суоче су време и жртве - како да са што мање савезничких жртава што брже присиле на предају Јапана. Пре конференције у Квебеку, 1943. године, заједнички британско – амерички тим за планирање израдио је план („Захвалност и план за пораз Јапана“) који није позивао на инвазију на Јапанска матична острва све до 1947–48. Амерички здружени шефови штабова веровали су да је продужавање рата до те мере опасно по национални морал. Уместо тога, на конференцији у Квебеку, комбиновани начелници генералштабова сложили су се да Јапан треба приморати на предају не више од годину дана након предаје Немачке.
Америчка морнарица позвала је на употребу блокаде и ваздухопловства за остваривање капитулације Јапана. Они су предложили операције за заузимање ваздушних база у оближњем Шангају, Кини и Кореји, што би ваздухопловним снагама Војске Сједињених Држава дало приступ ваздушним базама из којих би се бомбардовао Јапан.  Војска је, с друге стране, тврдила да таква стратегија може да „продужава рат унедоглед“ и беспотребно троши животе, те да је због тога неопходна инвазија. Подржали су планирање великог напада директно на јапан, без иједне споредне операције коју је морнарица сугерисала. На крају је превладало гледиште војске.
Физички, Јапан је импозантна мета, удаљена од осталих копнених маса и са врло мало плажа географски погодних за инвазију морским путем. Реалне зоне инвазије биле су само Кјушу (најјужније острво Јапана) и плаже равнице Канто (и југозападно и југоисточно од Токија). Савезници су одлучили да покрену двостепену инвазију. Операција Олимпик напала би јужни Кјушу. Биће успостављене ваздушне базе, које ће пружити ослонац за извођење операције Коронет за напад на Токијски залив. 

### Претпоставке
Иако је географија Јапана била позната, амерички војни планери морали су да процене одбрамбене снаге са којима ће се суочити. На основу података доступних почетком 1945. године, њихове претпоставке су укључивале следеће:
- „Да ће се операцијама на овом подручју супротставити не само расположиве организоване војне снаге Царства, већ и фанатично непријатељски оријентисано становништво.
- „Отприлике три (3) непријатељска одељења биће распоређена у Јужном КИУШУ-у и додатних три (3) у Северном КИУШУ-у на почетку операције ОЛИМПИК.“
- „Укупне непријатељске снаге почињене против операција КИУШУ неће прећи осам (8) до десет (10) дивизија и да ће овај ниво бити брзо достигнут.“
- „Отприлике двадесет један (21) непријатељски дивизион, укључујући дивизионе депоа, биће на ХОНШУ-у на покретању [Коронета] и да ће четрнаест (14) од ових дивизија можда бити запослено на подручју РАВНИЦЕ КАНТО.“
- „Да непријатељ повуче своје копнене ваздухопловне снаге на азијско копно ради заштите од наших неутралишућих напада. Да под таквим околностима може нагомилати од 2.000 до 2.500 авиона на том подручју вршењем круте економије и да те снаге могу дејствовати против искрцавања КЈУШУ-а инсценирајући низ домовинских поља“.

### Олимпик
Операција Олимпик, инвазија на Кјушу, требало је да започне „Дана Х“, који је био заказан за 1. новембар 1945. Комбинована савезничка морнаричка армада била би највећа икад састављена, укључујући 42 носача авиона, 24 бојна брода и 400 разарача и разарача за пратњу. Четрнаест америчких војних јединица 13 дивизија и два пуковска борбена тима) требало је да учествује у почетном искрцавању. Користећи Окинаву као почетну базу, циљ би био заузимање јужног дела Кјушуа. Тада би се ово подручје користило као даље полазиште за напад на Хоншу у операцији Коронет.
Олимпик је такође требало да укључи план обмане, познат као Операција Пастел. Пастел је дизајниран да убеди Јапанце да су Здружени шефови одбацили идеју директне инвазије и да ће уместо тога покушати да опколе и бомбардују Јапан. То би захтевало заузимање база у Формози, дуж кинеске обале и у подручју Жутог мора.
Тактичка ваздушна подршка требала је бити одговорност Седме, Пете и Тринаесте ваздухопловне снаге. Они су били одговорни за напад на јапанске аеродроме и транспортне артерије на Кјушуу и Јужном Хоншуу (нпр. Тунел Канмон ) и за стицање и одржавање ваздушне супериорности над плажама. Задатак стратешког бомбардовања пао је на Стратешке ваздухопловне снаге Сједињених Држава на Тихом океану (УСАСТАФ) - формацију коју су чиниле Осма и Двадесета ваздухопловна снага, као и британске ваздухопловне снаге Тигар. УСАСТАФ и Тигрове снаге требало је да остану активни кроз операцију Коронет. Двадесето ваздухопловство требало је да настави своју улогу као главна савезничка бомбашка снага која се користи против јапанских матичних острва, а дејствује са аеродрома на Маријанским острвима . По завршетку рата у Европи у мају 1945. године, такође су направљени планови за премештање неких тешких бомбардерских група ветеранског Осмог ваздухопловства у ваздухопловне базе на Окинави ради извођења стратешких бомбардовања у координацији са Двадесетом. Осми је требало да надогради своје Б-17 Летеће тврђаве и Б-24 Ослободиоце на Б-29 Супертврђаве (група је први Б-29 добила 8. августа 1945).
Пре главне инвазије, острва Танегашима, Иакушима, и Кошикијима острва су требала да буду заузета, почев од Х-5.
Инвазија на Окинаву показала је важност успостављања сигурних сидришта, за бродове којима нису потребни плаже за искрцавање и за бродове оштећене ваздушним нападом.
Шеста армија Сједињених Држава требала је да нападне Киушу на три тачке: Миазаки, Ариаке и Кушикино. Када би се на мапи Кјушу нацртао сат, ове тачке би приближно одговарале 4, 5, односно 7 сати. Свих 35 плажа за искрцавање названо је аутомобилима: Остин, Буик, Кадиллац и тако даље до Стутца, Винтона и Зефира. . С једним корпусом додељеним за свако искрцавање, планери инвазије претпостављали су да ће Американци надмашити Јапанце за отприлике три према један. Почетком 1945. Миазаки је био практично небрањен, док је Ариаке, са својом добром оближњом луком, био тешко брањен.
Инвазија није имала за циљ да освоји цело острво, већ само најјужнију трећину, као што показује испрекидана линија на мапи означена као „општа граница северног напредовања“. Јужни Кјушу би понудио поприште за организовање и драгоцену ваздухопловну базу за операцију Коронет.

### Коронет
Операција Коронет, инвазија Хоншуа на равници Канто јужно од престонице, требало је да почне „Даном“, који је условно био заказан за 1. март 1946.  Коронет би био чак и већи од операцоје Олимпик, са до 40 дивизија предвиђених за почетно искрцавање и праћење. Инвазија Оверлорда у Нормандији, за поређење, располагала је са 12 дивизија у почетном искрцавању. Прва армија би напала на плажи Кујукури, на полуострву Босо, док је Осма армија напала код Хиратсуке, у заливу Сагами. Касније, пратеће снаге од до 12 додатних дивизиа Десете армије и Корпуса Британског комонвелта биће искрцане као појачање. Тада би савезничке снаге кренуле ка северу и унутрашњости, састајући се у Токију.

### Почетна предвиђања
| Особље                | 766.700–815.548 |
| Возила                | 134.300         |
| Носива отпрема (тона) | 1,205,730       |
| Пешадијске дивизије   | 11              |
| Морске дивизије       | 3               |
| Оклопне дивизије      | 0               |
| Ваздушне групе        | 40              |

| Особље                | 1.026.000–1.171.646 |
| Возила                | 190.000             |
| Носива отпрема (тона) | 1,540,000           |
| Пешадијске дивизије   | 20                  |
| Морске дивизије       | 3                   |
| Оклопне дивизије      | 2                   |
| Ваздушне групе        | 50                  |

Подаци за Коронет искључују вредности за непосредну резерву АФПАЦ од 3 дивизије, као и за пројектованих 10-12 додатних дивизија предвиђених за искрцавање као појачање.